# Ngondong
 Ngondong è un comune del Ciad situato nel dipartimento di Lac Wey, provincia del Logone Occidentale.